# Aspara
Aspara (en georgiano: ასფარა; en armenio: Ասփարա) es un pueblo de Georgia ubicado en el este de la región de Mesjetia-Yavajetia, siendo parte del municipio de Ninotsminda.  

## Toponimia
El nombre original del asentamiento fue Aspana (en georgiano: ასპანა; en armenio: Ասպանա). 

## Geografía
Aspara se encuentra en la orilla occidental del lago Paravani, a 40 km de Ninotsminda. La aldea se administra desde el pueblo de Tambovka.

## Historia
Durante el período soviético, se desarrolló la cría de ganado en el pueblo.

## Demografía
La evolución demográfica de Aspara entre 2002 y 2014 fue la siguiente:
| 107                                             | 0 |
| (Fuente: Population of Georgia in Soviet times) |   |

## Infraestructura

### Arquitectura, monumentos y lugares de interés
En las proximidades del lago se conserva el muro una iglesia de los siglos XII-XIII que, según el señor Beridze, “en un tiempo fue un edificio bastante grande”.
Cerca del pueblo se encuentran las ruinas de la fortaleza de Korogli, que data del año 3000 a. C.